# الجندب والنملة

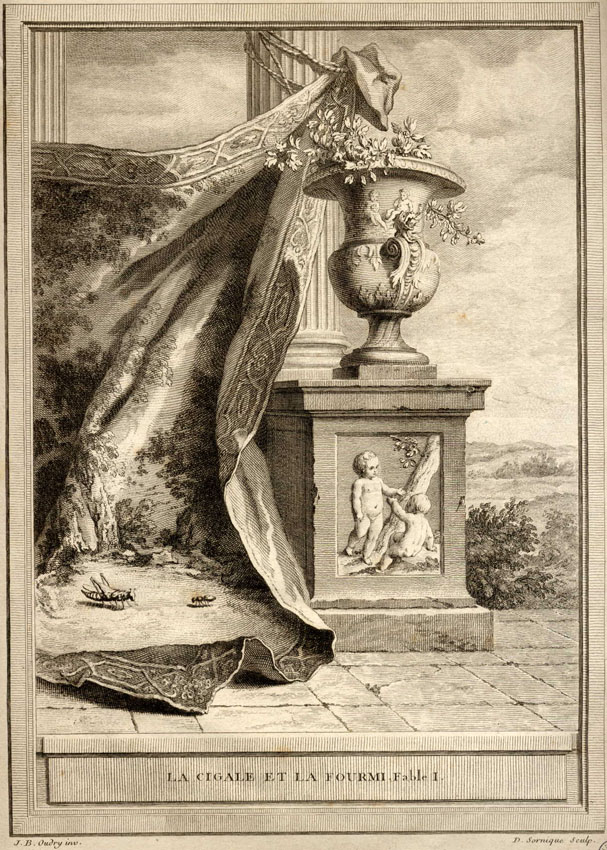

الجندب والنملة (تعرف أيضًا باسم: الصرار والنملة) أسطورة من الأساطير أو كما تُسمى الخرافات التي أبتدعها إيسوب تعطي درسًا في الحض على الدراسة والاستعداد لها. تلخص القصة في المثل العربي: ((من جد وجد، ومن زرع حصد)) وقد نقلت الأسطورة بصور مختلفة في روايات أخرى. ومرقمة برقم 373 في مؤشر بيري.

## فحوى القصة
يحكى أن نملة مجتهدة وجندبا كسولا. كانا يعيشان في غابة. في الصيف جمعت النملة كمية كبيرة من القمح وادخرتها للشتاء. لكن الجندب الكسول ظل يغني ويلهو دون حساب للشتاء. جاء الشتاء فوجدت النملة طعاما كافيا، أما الجندب فلم يجد شئيا يأكله. ذهب الجندب ليستقرض حبا يستطيع به درء برد الشتاء، وقف أمام النملة راجيا منها أن تعيره حتى حلول موسم الحصاد التالي، لكن سالته وهي مستهزئة: ماذا كنت تفعل طول مدة السنة. رد الجندب قائلا: كنت أمضي وقتي في الطرب. ردت النملة قائلة: فلترقص الآن. فتعلم الجندب أن الكسل لا ينفع صاحبه فيجب عليه بالجد مرة أخرى.